# پریلن
پریلن (به انگلیسی: Perylene) یک هیدروکربن آروماتیک چندحلقه‌ای با شناسه پاب‌کم ۹۱۴۲ است. شکل ظاهری این ترکیب، جامد قهوه‌ای است.

## نگارخانه

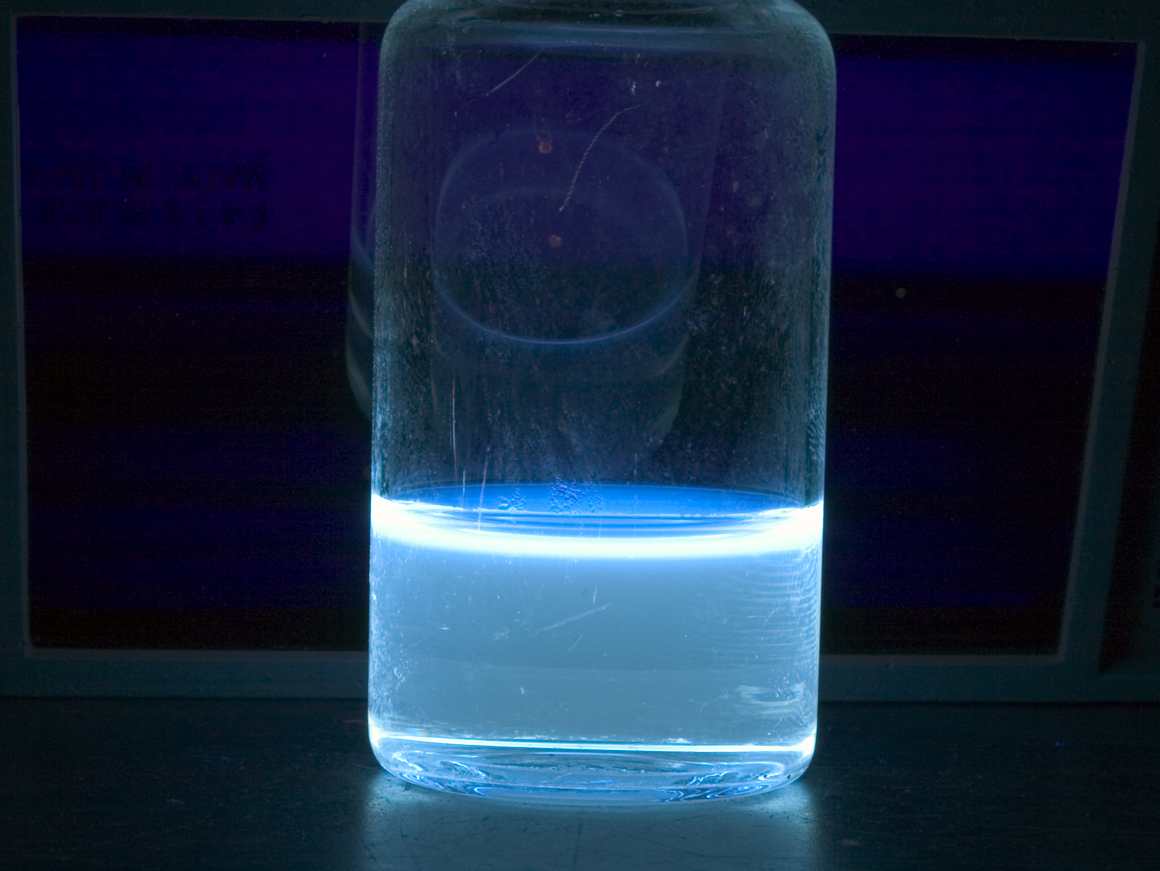
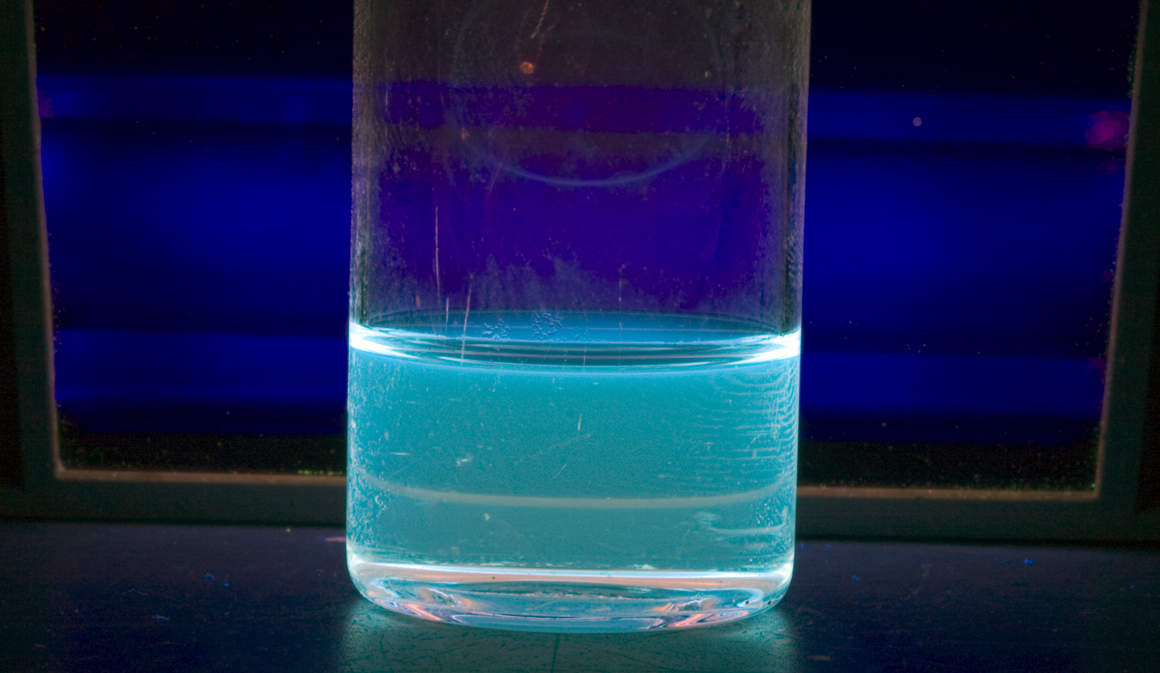